# Nijas
Nijas (en osetio: Ныхас, lit. 'conferencia') es un partido político de Osetia del Sur, un territorio con reconocimiento limitado que forma parte de iure de Georgia, fundado en 2013 por simpatizantes del expresidente Leonid Tibílov.

## Nombre
El nombre de Nijas es un homenaje al frente popular Adamon Nijas, que fue establecido por nacionalistas osetios en 1988 para abogar por una mayor separación del óblast autónomo de Osetia del Sur de la República Socialista Soviética de Georgia durante la disolución de la Unión Soviética.

## Historia
El partido fue fundado por Alan Albórov, exalcalde de Tsjinvali. En las elecciones parlamentarias de Osetia del Sur de 2014, en las que el partido ganó cuatro escaños, el líder del partido era Ruslan Gaglóyev. Aunque oficialmente es independiente, el partido ha estado asociado con el entonces presidente Leonid Tibílov, y esta asociación continúa incluso después de que él dejara el cargo en 2017.
Gaglóyev inicialmente se presentó como candidato del partido a las elecciones presidenciales de 2017. Sin embargo, sería descalificado y apoyaría a Tibílov. En el período previo a las elecciones parlamentarias de Osetia del Sur de 2019, el partido Nueva Osetia liderado por David Sanakóyev, la Unión Alana liderada por Alán Gaglóyev y el partido Osetia - Plaza de la Libertad liderado por Alla Dzhioyeva se fusionaron en Nijas, y Sanakóyev se convirtió en el nuevo líder del partido. Esto dio como resultado que el partido casi duplicara su voto del 7,79% al 14,37%, sin embargo, no logró obtener más escaños en el Parlamento. 
Alán Gaglóyev sería elegido presidente del partido en febrero de 2020. Gaglóyev sería el candidato del partido a la presidencia en las elecciones presidenciales de 2022 y derrotaría al presidente en ejercicio Anatoli Bibílov para convertirse en el quinto presidente de Osetia del Sur. Tras su elección, Zita Besayeva fue elegida líder del partido en febrero de 2023.
Bajo el liderazgo de Gaglóyev, el referéndum sobre la anexión a Rusia se suspendió al menos hasta el final de la invasión rusa de Ucrania. Gaglóyev también afirmaría su "autoridad suprema" sobre las fuerzas armadas después de que unidades bajo el mando del ministro de defensa atacaran a civiles osetios en todo el país. Esto se produce después de que su predecesor hubiera permitido que partes del ejército de Osetia del Sur estuvieran bajo la autoridad del ejército ruso, así como de una gran deserción de surosetios a combatir como voluntarios en el ejército ruso en Ucrania. También ha flexibilizado las regulaciones para los residentes predominantemente étnicamente georgianos del municipio de Ajalgori para viajar de ida y vuelta entre Georgia y Osetia del Sur.

## Resultados electorales

### Elecciones parlamentarias
| Elección | Votos | %     | Representantes | +/–         | Posición | Candidato       | Estado       |
| -------- | ----- | ----- | -------------- | ----------- | -------- | --------------- | ------------ |
| 2014     | 1,574 | 7,79  | 4/35           | Nuevo       | 4.º      | Alan Alborov    | Pro-Gobierno |
| 2019     | 3.198 | 14,37 | 4/35           | Sin cambios | 3.º      | David Sanakóyev | Oposición    |
| 2024     | 6.690 | 30,59 | 10/35          | 6           | 2.º      | Zita Besayeva   | Pro-Gobierno |

### Elecciones presidenciales
| Elección | Candidato                              | Primera ronda | Primera ronda | Segunda ronda | Segunda ronda | Resultado |
| Elección | Candidato                              | Votos         | %             | Votos         | %             | Resultado |
| -------- | -------------------------------------- | ------------- | ------------- | ------------- | ------------- | --------- |
| 2017     | Apoyó a Leonid Tibílov (Independiente) | 10.909        | 33,7          |               |               | No        |
| 2022     | Alán Gaglóyev                          | 10.707        | 38,55         | 16.134        | 56,09         | Sí        |